# 금지옥엽 2
금지옥엽 2(金枝玉葉二, Who's The Man, Who's The Woman)는 홍콩에서 제작된 진가신 감독의 1996년 코미디, 멜로/로맨스 영화이다. 장국영 등이 주연으로 출연하였고 진가신 등이 제작에 참여하였다.

## 출연

### 주연
- 장국영
- 원영의

### 조연
- 매염방
- 증지위
- 진소춘
- 이기홍
- 모제스 찬
- 유가령

## 제작진
- 미술: 해중문